# 조선호텔앤리조트
조선호텔앤리조트(영어: Josun Hotel & Resort, 朝鮮호텔앤리조트)은 대한민국의 호텔 업체이다. 

## 역사

### 개업

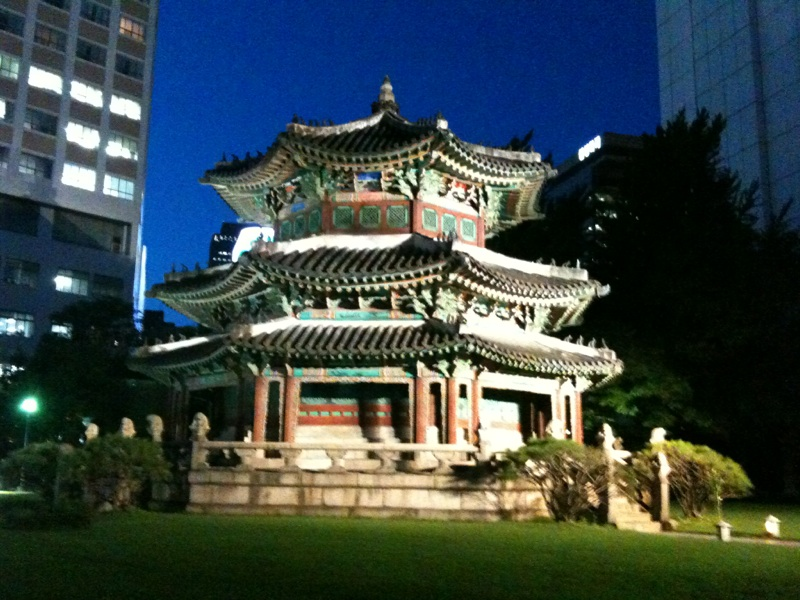
환구단의 황궁우

1910년 한일 병합 조약 체결로 한반도를 직접 통치하게 된 일본의 조선총독부는 수도인 경성부(현재의 서울)에 일본이나 제외국에서 귀빈객을 맞을 수 있는 숙박시설의 정비를 구상했다. 그리고 조선총독부철도의 부속기관으로 조선 국왕이 제례를 행하던 환구단의 일부를 헐고, 1914년 10월 10일에 인천의 대불(1888), 손탁호텔(1902) 다음으로 한반도에서 세 번째 서양식 호텔인 조선호텔(일본어: 朝鮮ホテル 조센호테루[*])을 개업했다. 조선호텔은 조선총독부와 경성역의 중간 지점이었고, 맞은 편에는 경성부청사가 있었으며, 조선은행과도 300m 거리로 가까워 편리한 위치였다. 일본에 거주하던 독일 건축가 게오르크 데 랄란데가 설계한 호텔로, 내부에 오티스가 제작한 엘리베이터 시설을 갖추고 있었다. 일본의 건축회사 시미즈구미가 건축을 시행하였다. 대지 6750평, 건평 583평이며 방 수는 69, 수용인원 108명의 호텔 건축이다. 일제 강점기에 만들어진 건물이나 일본식을 떠나 변화있는 공간 구성과 재료의 아름다움을 잘 살폈다. 호텔에는 일본에 의해 많은 서양 문물이 들어왔고, 그 후에 도쿄의 데이코쿠 호텔 등과 같이 한반도의 영빈관 기능도 겸비한 호텔이 되었다.

### 광복 이후

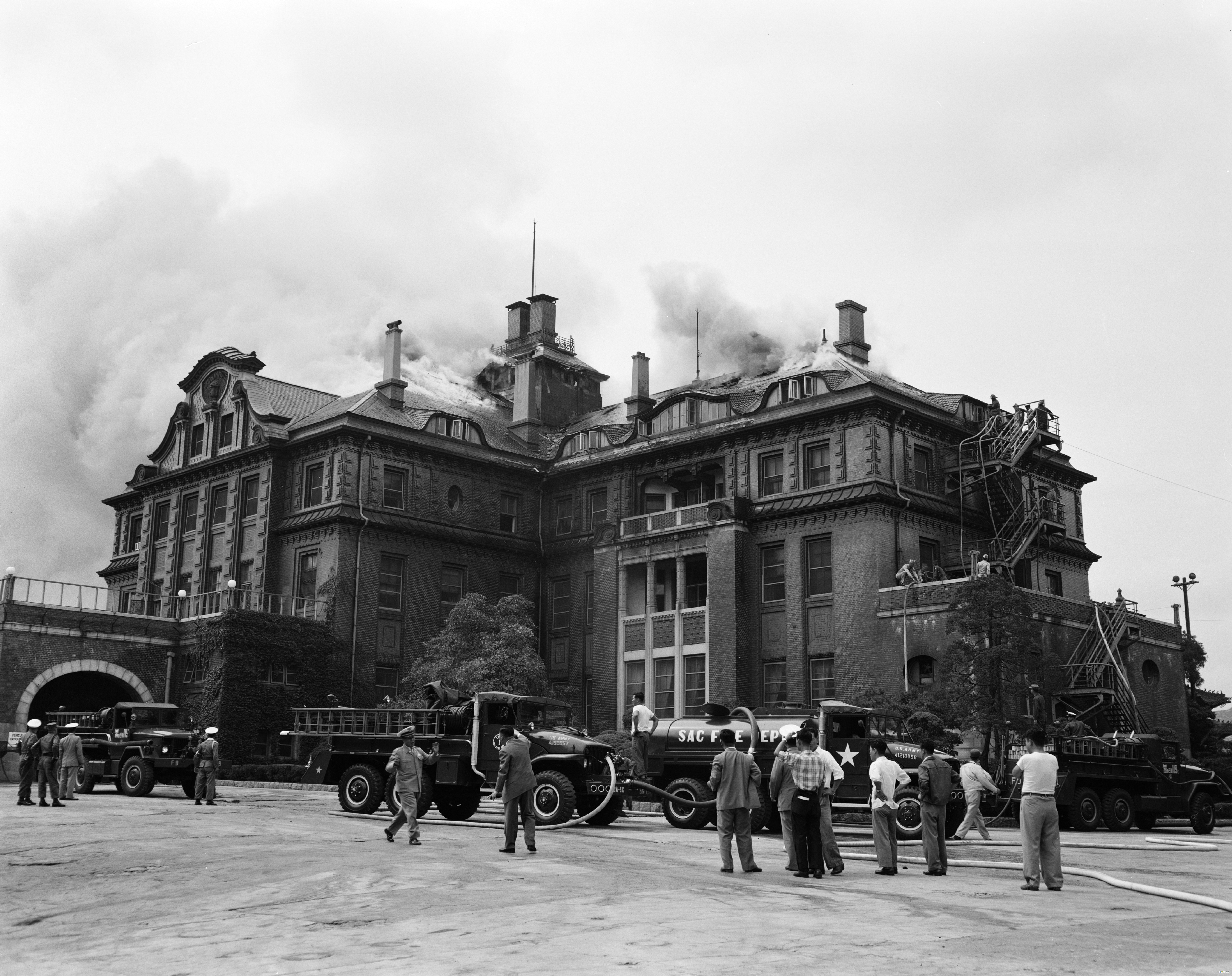
1958년 8월 31일 조선호텔 화재

1945년 8월 15일에 한반도의 광복이 찾아오자, 조센호테루의 상황도 격변했다. 조선총독부가 해체되고, 호텔의 운영은 일본인에서 조선인으로 넘어오게 되었다. 서울을 포함한 한반도 남부를 맡은 미군은 이 호텔에 군정청 사령부를 뒀고, 귀국한 이승만 등의 집무실도 두었다.
1948년 대한민국 정부 수립 후에는 수도 서울을 대표하는 호텔로 군림했다. 이후 이승만 정권의 탈일본화 정책에 의해 호텔의 명칭이 일본어식인 “조센호테루”에서 한국어식인 “조선호텔”로 변경됐지만, 대부분의 명사가 '조선'에서 '대한(한국)'으로 개칭되는 중에도 이 호텔은 조선일보와 같이 '조선호텔'이라는 명칭으로 남아 한국전쟁 때 장병의 휴양소와 미8군 장교숙소로 쓰이다 1961년 한국정부에 반환된다.
조선호텔은 1962년 이전부터 민영화가 거론되었으나 성사되지 못했고, 1982년 가을에 삼성그룹에서 인수하였다.
1970년에 호텔은 일제 강점기 때 지은 건물을 헐고 20층 규모의 호텔로 바뀌었고, 개업식에는 박정희 대통령이 참여했다. 1981년에 미국의 웨스틴 호텔즈(현 스타우드 호텔 & 리조트의 일원)와 제휴하여 '웨스틴 조선호텔' 로 개칭했다.
또한 1978년에 부산 해운대에 개업한 고급 호텔과 병합하여, 부산의 호텔은 '웨스틴 조선호텔 부산', 서울에 있던 호텔을 '웨스틴 조선호텔 서울' 로 개칭해서 영업했다. 1995년 신세계그룹이 웨스틴의 지분을 완전히 인수하여 현재는 웨스틴이라는 이름만 사용하고 있다. 현재 웨스틴은 쉐라톤 등과 함께 세계적인 호텔 체인 그룹인 메리어트 그룹 산하의 브랜드이다.

## 호텔 목록
- 웨스틴 조선호텔 서울: 서울특별시 중구 소공동
- 웨스틴 조선호텔 부산: 부산광역시 해운대구 우동
- 포포인츠 바이 쉐라톤 조선 서울역: 서울특별시 용산구 동자동
- 레스케이프 호텔: 서울특별시 중구 회현동
- 그랜드 조선 부산: 부산광역시 해운대구 중동
- 포포인츠 바이 쉐라톤 조선 서울 명동: 서울특별시 중구 저동2가
- 그래비티 서울 판교 오토그래프 컬렉션: 경기도 성남시 분당구 삼평동
- 그랜드 조선 제주: 제주특별자치도 서귀포시 색달동
- 조선 팰리스 서울 강남, 럭셔리 컬렉션 호텔: 서울특별시 강남구 역삼동

## 입사 지원 조건
학력 조건 : 전문대 졸업